# Leon Jakirović
Leon Jakirović (Požega, 16. siječnja 2008.) hrvatski je nogometaš koji igra na poziciji lijevog beka. Trenutačno igra za Dinamo Zagreb.

## Klupska karijera
Rođen u Požegi, Leon Jakirović počeo je igrati nogomet u NK Sesvete prije nego što je trenirao u zagrebačkom Dinamu. U ožujku 2024. prvi put je uključen u trening prve momčadi.
Osvojio je prvenstveni naslov 2024. godine, nakon što je odigrao svoju prvu profesionalnu utakmicu u prvoligaškoj utakmici, 18. svibnja 2024. protiv Slaven Belupa. Ušao je umjesto Maura Perkovića i njegova momčad slavila je s 3:2.

## Reprezentativna karijera
Igrao je za reprezentaciju do 16 i 17 godina.

## Osobni život
Leon Jakirović sin je Sergeja Jakirovića.

## Priznanja

### Klupska
Dinamo Zagreb
- HNL (1): 2023./24.

## Vanjske poveznice
- Profil, Hrvatski nogometni savez
- Profil, Transfermarkt